# Geschichte der Juden von Dschibuti
Die Geschichte der Juden von Dschibuti beginnt ab 1884, als sich einige Jemenitische Juden im Gefolge der beginnenden französischen Kolonialherrschaft im heutigen Dschibuti in dem Ort Obock niederließen, damals Hauptstadt des französischen Territoire d'Obock und nördlich des heutigen Dschibuti-Stadt gelegen. Die Geschichte der jüdischen Gemeinde in Dschibuti endete 1949, als ihre Mitglieder in den neugegründeten Staat Israel auswanderten.
Die Juden der bald nach ihrer Einwanderung Côte française des Somalis genannten Kolonie kamen aus dem zu diesem Zeitpunkt britischen Protektorat von Aden, also dem späteren Südjemen sowie aus dem nördlichen Jemen, der zum Zeitpunkt der jüdischen Einwanderung nach Dschibuti unter osmanischer Herrschaft stand, wobei es heute nicht mehr möglich ist, die genaue Verteilung der Herkunftsregionen zu ermitteln.
Im Jahre 1901 gab es 50 Juden in Dschibuti, darunter elf Händler und 111 im Jahr 1921.
Die Juden der „Französischen Somaliküste“ waren zumeist kleine Handwerker und einige auch Händler. Sie errichteten hier Synagogen, darunter eine im Zentrum von Dschibuti-Stadt, in der Rue de Rome. Sie trugen auch weiter die Schläfenlocken, die charakteristisch sind für die jemenitischen Juden.
Die französische Kolonialmacht erkannte sie als eigene Gemeinschaft an und gewährte ihnen einen eigenen Schöffensitz im „Eingeborenen-Tribunal“.
Nach der Unabhängigkeitserklärung Israels 1948 organisierte die zionistische Bewegung, beginnend mit dem Frühjahr 1949, die Operation Fliegender Teppich, durch die etwa 45.000 Juden aus dem Jemen nach Israel gelangten. Die kleine Zahl der Juden von Dschibuti wurde in diese Operation einbezogen und verließ Dschibuti Richtung Aden. Nach ihrer Abreise wurde der Großteil des jüdischen Eigentums von der arabischen Bevölkerung Dschibutis übernommen.